# János Liebner
János Liebner (* 1923 in Budapest; † 20. Mai 2015) war ein ungarischer Cellist und Barytonspieler.

## Leben
Ab dem 7. Lebensjahr erhielt er Cello-Unterricht, zunächst privat, dann am Musikkonservatorium in Budapest. Zugleich begann Liebner ein Studium der Kammermusik und Komposition bei László Lajtha, in der Folge am Pariser Konservatorium bei Maurice Marechal, Pierre Fournier, Paul Tortelier und Joseph Calvet.
Von 1947 bis 1985 war Liebner Solocellist an der Budapester Philharmonie und Staatsoper, Solocellist beim Ungarischen Rundfunk Symphonieorchester, ebenso an der Deutschen Staatsoper in Berlin, dort war er auch sechs Jahre lang als Dramaturg tätig. Ab 1969 war Liebner Solocellist beim Brucknerorchester in Linz und dem ORF Kammerorchester. 
Parallel dazu begann seine wissenschaftliche und publizistische Tätigkeit. In den Jahren 1945–1989 entstanden etwa 1000 Texte und Besprechungen in in- und ausländischen Zeitungen und Zeitschriften. Liebner war Rezensent von Musik, Oper und Ballett für die Kulturzeitschrift "Irodalmi Ujság" (Budapest), Korrespondent von "Opera London", schrieb Dutzende Essays für "Revue Musical Suisse", "The Consort London", "Muzsika Budapest", vornehmlich über operndramaturgische Fragen bei Mozart, Verdi, Puccini. Er ist Verfasser einer Monographie  "Mozart on the Stage", erschienen in drei Auflagen.
Liebner war Gründer und Leiter von drei Kammermusikensembles in Ungarn sowie drei weiteren in Österreich. Er absolvierte Konzerte, Hörfunk-, Fernseh- und Plattenaufnahmen im In- und Ausland.
Ab 1957 erfolgte die zunehmende Beschäftigung mit dem seit etwa einem Jahrhundert in Vergessenheit geratenen Barock-Instrument Baryton.
In den folgenden drei Jahrzehnten baute Liebner ein Repertoire von zweihundert traditionellen sowie etwa einem Dutzend zeitgenössischen Kompositionen auf. Vortrags- und Konzertreisen führten ihn durch Europa und nach Übersee. Er hielt Lectures und Kurse in Großbritannien, Australien und Japan und war zeitweilig der einzig international tätige Repräsentant dieses Genres.
Außerdem war Liebner Verfasser von Radio-Features, Fernseh- und Filmdrehbüchern, Opernlibretti und musikalischer Ratespiele. Er führte Opernregie, schrieb mehrere Novellen, eine Shakespeare-Erzählung und Lyrik. Liebner lebte mit seiner Frau Agnes († 17. Februar 2015), einer ehemaligen Konzertsängerin, in Linz. 
Er starb ebendort kurze Zeit nach ihr am 20. Mai desselben Jahres.